# Premier règne
Le premier règne est la période de l'histoire brésilienne où Pedro Ier du Brésil gouverne le Brésil en tant qu'empereur, entre le 7 septembre 1822, date à laquelle il proclame l'indépendance du Brésil, et le 7 avril 1831, lorsqu'il abdique le trône brésilien.
Cette période se caractérise par une transition, marquée par une crise économique, financière, sociale et politique majeure. La consolidation effective de l'indépendance du Brésil a lieu à partir de 1831, avec l'abdication de D. Pedro I.